# Bergbau Radmer

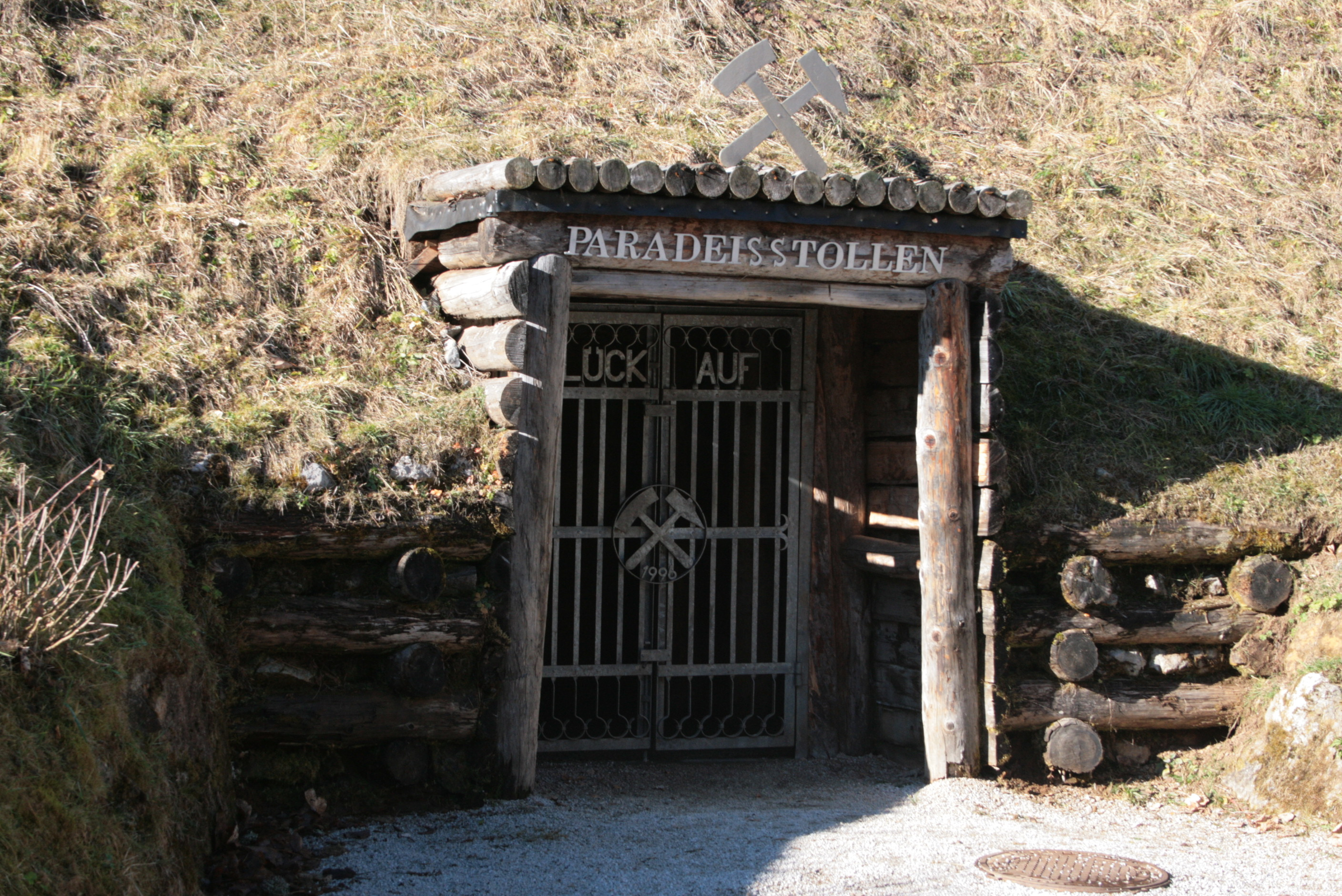
Schaubergwerk Paradeisstollen

Der Bergbau Radmer ist ein historischer Gruben- und Tagebau von Kupfer und Eisenerz im steirischen Radmer.

## Frühe Bergbaue

### Kupfer
Schlackenreste und ein im 19. Jahrhundert im sog. Faschinggraben (in unmittelbarer Nähe des Bergbaus) aufgefundenes, ca. 3000 Jahre altes Lappenbeil zeugen von einem bereits prähistorischen Abbau des Kupfervorkommens in der Radmer. Vom 16. bis ins 18. Jahrhundert befand sich in Radmer einer der größten Kupferbergbaue Europas, als Beginn des neuzeitlichen Bergbaus wird 1547 angegeben. In dieser Zeit kam rund ein Viertel des in den Alpen verarbeiteten Kupfers aus der Radmer, allein im Jahre 1596 wurden 480 Tonnen reines Kupfer in den vorhandenen zwei Schmelzhütten erschmolzen. Während der Blütezeit des Kupferbergbaus lebten rund 2000 Menschen im heute ca. 500 Einwohner zählenden Radmer, davon waren rund 600 Mann im ca. 60 Stollen umfassenden Bergbau beschäftigt. Nach mehreren Höhen und Tiefen erfolgte die „Heimsagung“ (= Einstellung) des Kupferbergbaus in der Radmer im Jahre 1855.

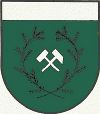
Gemeindewappen von Radmer mit Bergbauzeichen

Das später dem Kaiserhaus und den Fürsten Hohenberg dienende Schloss Greifenberg im Radmertal war ursprünglich das Verwaltungshaus des Kupferbergbaues.

### Eisenerzbergbau
Im Jahre 1711 wurden zudem Erzvorkommen am Bucheck, einem Vorberg des Lugauers, entdeckt, diese wurden im Folgejahr erstmals ausgebeutet und eine Schmelzhütte errichtet. 1805 wurde eine größere Schmelzhütte am Fuße des Radmerer Erzbergs errichtet, diese wurde jedoch im Jahre 1813 bereits wieder aufgelassen. Im Jahre 1830 wurde auch der Grubenbetrieb aufgelassen, jedoch 1840 durch die k.k. Hüttenverwaltung Hieflau wieder aufgenommen. Dieser erste Eisensteinbergbau wurde 1860 erneut aufgelassen.

## Erzbergbau ab 1939

Tagbau in Radmer am Fuß des Lugauer (Luftbild, Oktober 1957)

Aufgrund der wirtschaftlich tristen Situation in der Ersten Republik erfolgten 1937 erste Vorarbeiten für eine Wiederaufnahme des Abbaues durch die Österreichisch-Alpine Montangesellschaft. Die Übernahme der ÖAMG durch die Reichswerke Hermann Göring im Jahre 1938 und die in etwa zur selben Zeit erfolgte Enteignung der hiesigen Grundbesitzer Fürsten Hohenberg (welche als strikte Gegner des Nationalsozialismus galten) sorgte für eine Intensivierung der Arbeiten. Man schätzte die Mächtigkeit der Lagerstätte damals auf rund 6,3 Millionen Tonnen Erz, ein jährlicher Abbau von 240.000 t wurde geplant.
Im Jahr 1939 wurde der Abbau wieder aufgenommen und 1941 erfolgte der Anschluss an die nun zur Erzbahn umfunktionierte fürstlich Hohenberg´sche Waldbahn Radmer. Das meiste Erz wurde zu dieser Zeit in die von den Nationalsozialisten arisierten Wittkowitzer Eisenwerke verfrachtet.
1942 konnten die Arbeiten zur Errichtung des Bergbaus Radmer abgeschlossen und der volle Betrieb aufgenommen werden. Der Abbau erfolgte nun parallel zum Grubenbau (in 15 Horizonten) sowie, analog zum Abbau am Erzberg, auf 12 Tagebauetagen zu je 24 Metern Höhe, welche mit einem von Waagner-Biro gefertigten Bremsberg verbunden waren. Zum Abtransport diente die ehemalige Waldbahn, bei der Einmündung des Radmertales in das Erzbachtal wurde an der Bahnstrecke Hieflau – Eisenerz eine Verladeanlage mit Hochbunker errichtet, zu welcher die Erzbahn geführt wurde.
Während des Zweiten Weltkrieges stand der Bergbau als kriegswichtiger Betrieb im Vollbetrieb, dem kriegsbedingten Personalmangel entgegnete man durch Einsatz von Zwangsarbeitern und Kriegsgefangenen. Von Mai bis Oktober 1945 ruhte der Betrieb jedoch fast zur Gänze. Die Nachkriegszeit brachte einen Um- und Ausbau des Bergbaues, der zum Teil auch durch ERP-Mittel finanziert wurde. 1948 wurden 69.700 t Erz gefördert. Für 1950 sind 107 Arbeiter und Angestellte im Betrieb verzeichnet, die Schichtzeit betrug 7:00 bis 15:00 mit Sprengzeiten um 9:40 Uhr und 11:40.
1967 elektrifizierte man die Erzbahn und spurte sie auf 900 mm um, zum Einsatz kamen nun zwei schwere B´o-B´o-Elektrolokomotiven und vierachsige Hunte (sog. Zeltweger) vom Erzberg.  Ab Mitte der 1960er Jahre wurde der Tagebau aufgeben, 1968 baute man den Bremsberg ab. Von 1972 an war der Abbauhorizont – VII mit 184 Metern unter der Talsohle der tiefste Stollen des Bergbaus. In dieser Zeit betrug die jährliche Fördermenge rund 250.000 Tonnen.
1979 wurde von der mittlerweile mit der ÖAMG fusionierten VÖEST die Schließung des Bergbaus Radmer beschlossen und am 30. Juni 1979 vollzogen. Bis 1981 wurden die Stollen verschlossen sowie die Bauten des Bergbaus und die Erzbahn abgetragen. Heute sind die ehemaligen Gruben mangels Wasserhaltung ersoffen. Das ehemalige Betriebsgelände war später im Besitz der Firma Assmann Metall-Industrie und gehört heute der Grazer Niederlassung von Dynamit Nobel.

## Überbleibsel
In Radmer erinnert ein Schaubergwerk im ehemaligen Paradeisstollen an den Kupferbergbau, vor dem ehemaligen Bergbaugelände – auf einem Gebäude erinnert noch der Schriftzug „Bergbau Radmer“ – stehen noch ein Überkopflader und eine 1906 von den ÖSSW gebaute elektrische Stollenlok als Denkmale.